# 鍾麗緹
鍾麗緹（英語：Christy Chung，1970年9月19日—），生于蒙特利爾，加拿大籍中越混血女演员。父亲是越南華裔 ，母亲是越南京族。

## 生平
鍾麗緹於1992年參加蒙特婁小姐選舉贏得冠軍；1993年再遠赴香港參選國際華裔小姐摘冠。之後正式進入影視圈參演多部港產電影，包括與周星馳合演《破壞之王》，以及李連杰主演《中南海保鏢》。

## 家庭
1998年，與Glen Ross結婚，有僑居的婚姻生活，育有長女Yasmine Ross，但婚姻於2002年結束。
2004年，鍾麗緹與其第二任丈夫台灣音樂製作人嚴錚步入禮堂，並2008年在北京生下其二女，取名嚴稚晴（Jaden） ，2010年在北京誕下其三女嚴紫凝（Cayla，後改嚴稚稜），但2011年兩人離婚。
2015年7月，與張倫碩合作真人秀節目《如果愛》日久生情，6月初更被媒體拍到在港穿情侶裝，蜜遊山頂，鍾麗緹與張倫碩在港會見傳媒時，大方確認戀愛關係 ，2016年9月，鍾麗緹和張倫碩拍京劇婚紗照 。 11月8日，張倫碩和鍾麗緹於北京舉辦婚禮。2017年11月，兩人結婚一周年，鍾麗緹決定讓三名女兒跟張姓，改名為張敏鈞、張思捷和張凱琳。
2017年11月，鍾麗緹接受訪問時透露近日在大学修讀自然及綜合醫學學士的遙距課程，畢業後可以考醫生，如有興趣可以修讀 MBA。而做醫生是她十五歲的夢想，希望可以開設一個水療保健中心。

## 演出作品

### 電影
| 年份   | 片名                            | 角色                   |
| 1993年 | 至尊三十六計之偷天換日          | 莉莉                   |
| 1993年 | 白髮魔女2                       | 凌月兒                 |
| 1994年 | 珠光寶氣                        |                        |
| 1994年 | 第六感奇緣之人魚傳說            | 小美                   |
| 1994年 | 中南海保鑣                      | 楊倩兒                 |
| 1994年 | 戀愛的天空(中譯:四个好色的女人) | Ady                    |
| 1994年 | 神探磨轆                        | Ron                    |
| 1994年 | 九品芝麻官                      | 吳好緹（台譯：莫再緹） |
| 1994年 | 破壞之王                        | 阿麗                   |
| 1995年 | 叛逆情緣                        | 鄧鈴                   |
| 1995年 | 虎猛威龍                        | 阿麗                   |
| 1995年 | 旺角的天空                      | 小蓉                   |
| 1995年 | 冒險遊戲                        |                        |
| 1995年 | 流氓醫生                        | Jamie                  |
| 1996年 | 太極拳2                         |                        |
| 1996年 | 運財智叻星                      | 九天玄女               |
| 1996年 | 食神                            | 街頭女學生（客串）     |
| 1996年 | 功夫小子闖情關                  | 曹央雲                 |
| 1997年 | 最佳拍檔之醉街拍檔              | 萬玲                   |
| 1997年 | 陰陽路                          | 杜家明妻子             |
| 1997年 | 97家有喜事                      | 小萱 (老恭女友)        |
| 2000年 | 特警新人類2: 機動任務           | Inspector Chung        |
| 2000年 | 冷戰                            | 于利亞                 |
| 2000年 | 中華賭俠                        | 芭娜娜                 |
| 2000年 | 偷吻                            | 索菲亞                 |
| 2001年 | 晚孃                            | 晚孃（Boon lueang）    |
| 2002年 | 色戒                            | 村姑琶瑪               |
| 2003年 | 鬼馬狂想曲                      | 林亞珍                 |
| 2003年 | 飛龍再生                        | Charlotte Watson       |
| 2004年 | 驚心動魄                        | 關靜雯                 |
| 2005年 | 凶男寡女                        | Moon                   |
| 2010年 | 李小龍                          | 何愛榆                 |
| 2011年 | 親密敵人                        | Lucy                   |
| 2013年 | 人間蒸發                        |                        |
| 2014年 | 壞姐姐之拆婚聯盟                | 前妻                   |
| 2015年 | 將錯就錯                        | 新加坡女警             |
| 2019年 | 一吻定情                        | 阿利嫂                 |

### 電視劇
| 年份   | 劇名     | 角色       |
| 2003年 | 天龍八部 | 马夫人康敏 |

### 綜藝節目
| 年份   | 節目名                       |
| 1995年 | 《超級無敵獎門人》           |
| 1997年 | 《超級無敵獎門人之再戰江湖》 |
| 2014年 | 《人生第一次第二季》         |
| 2015年 | 《如果愛第二季》             |
| 2016年 | 《如果愛第三季》             |
| 2019年 | 《我最爱的女人们》           |
| 2020年 | 《乘风破浪的姐姐》           |